# Horace Bristol

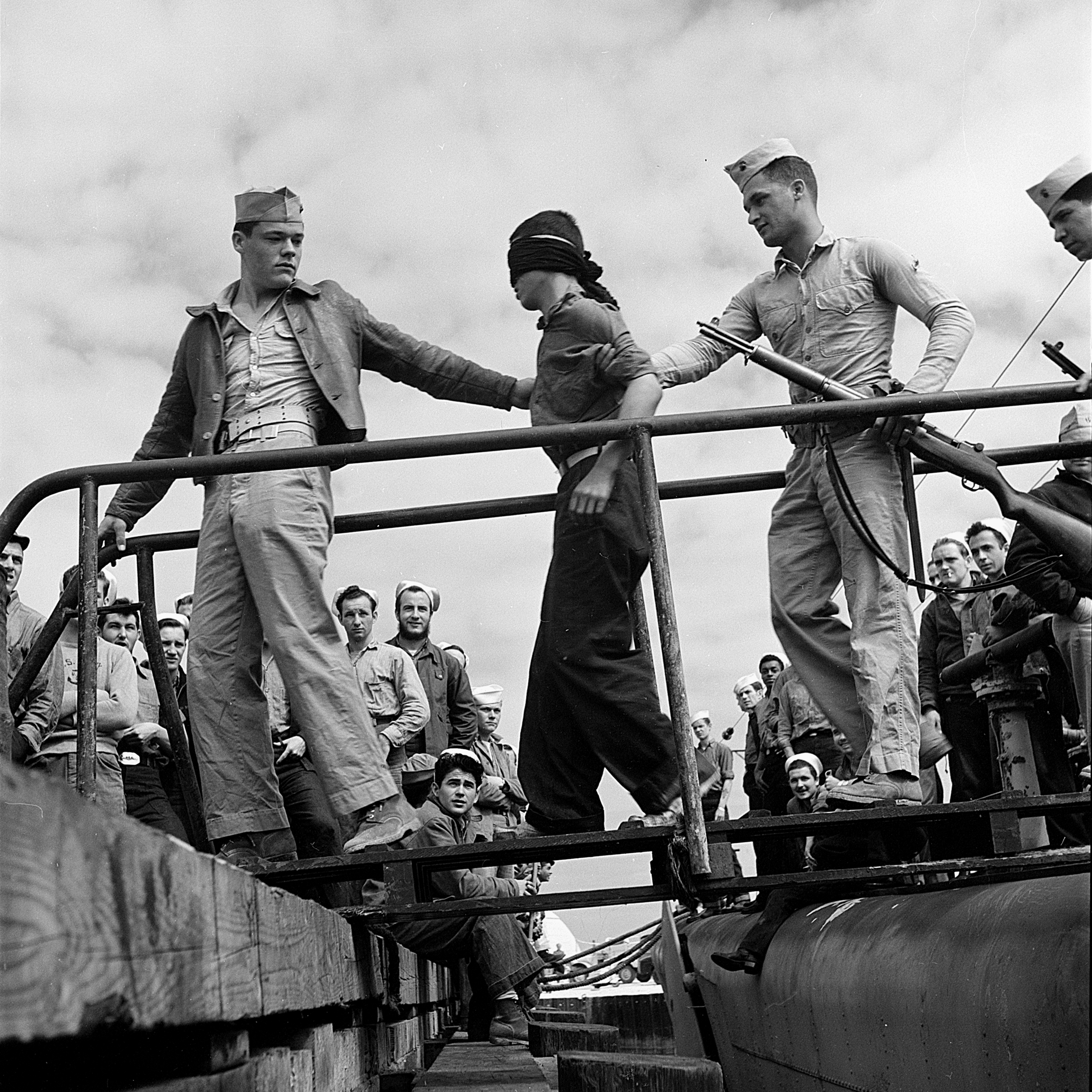
Vyloďování japonských zajatců, květen 1945

Horace Bristol (16. listopadu 1908 – 4. srpna 1997) byl americký fotograf. Během druhé světové války pracoval pro Fotografický útvar letectva vojenských námořních sil (Naval Aviation Photographic Unit), který vedl Edward Steichen. Je známý také tím, že jeho snímky vycházely v časopisech jako Time, Fortune, Sunset nebo National Geographic.

## Život a dílo
Krátce poté, co Japonsko zaútočilo na Pearl Harbor přijal Bristola Edward Steichen do Fotografického útvaru letectva vojenských námořních sil. Tato skupina dokumentovala a propagovala svou činnost v oblasti letectví a Steichen do ní přijímal ty nejtalentovanější fotografy. Bristol, stejně jako ostatní fotografové v Naval Aviation Photographic Unit, se podle Steichenovy rady soustředili na lidskou stránku moderní války. Snímky Bristola zachycují ponížení japonských zajatců na palubě letadlové lodi.
Když válka skončila, Bristol a dva jeho kolegové Charles Fenno Jacobs a Victor Jorgensen, stále ještě oblečení do uniforem, vešli do kanceláře společnosti Fortune a navrhli, zda by je časopis nenajal a nepřiřadil do různých koutů světa.

## Galerie

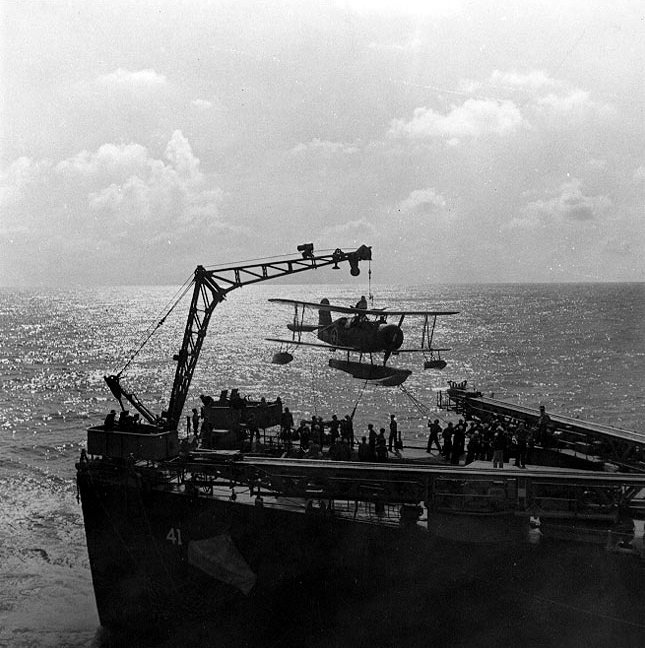
Jeřáb nakládá letoun na palubu lodi USS Philadelphia (CL-41)
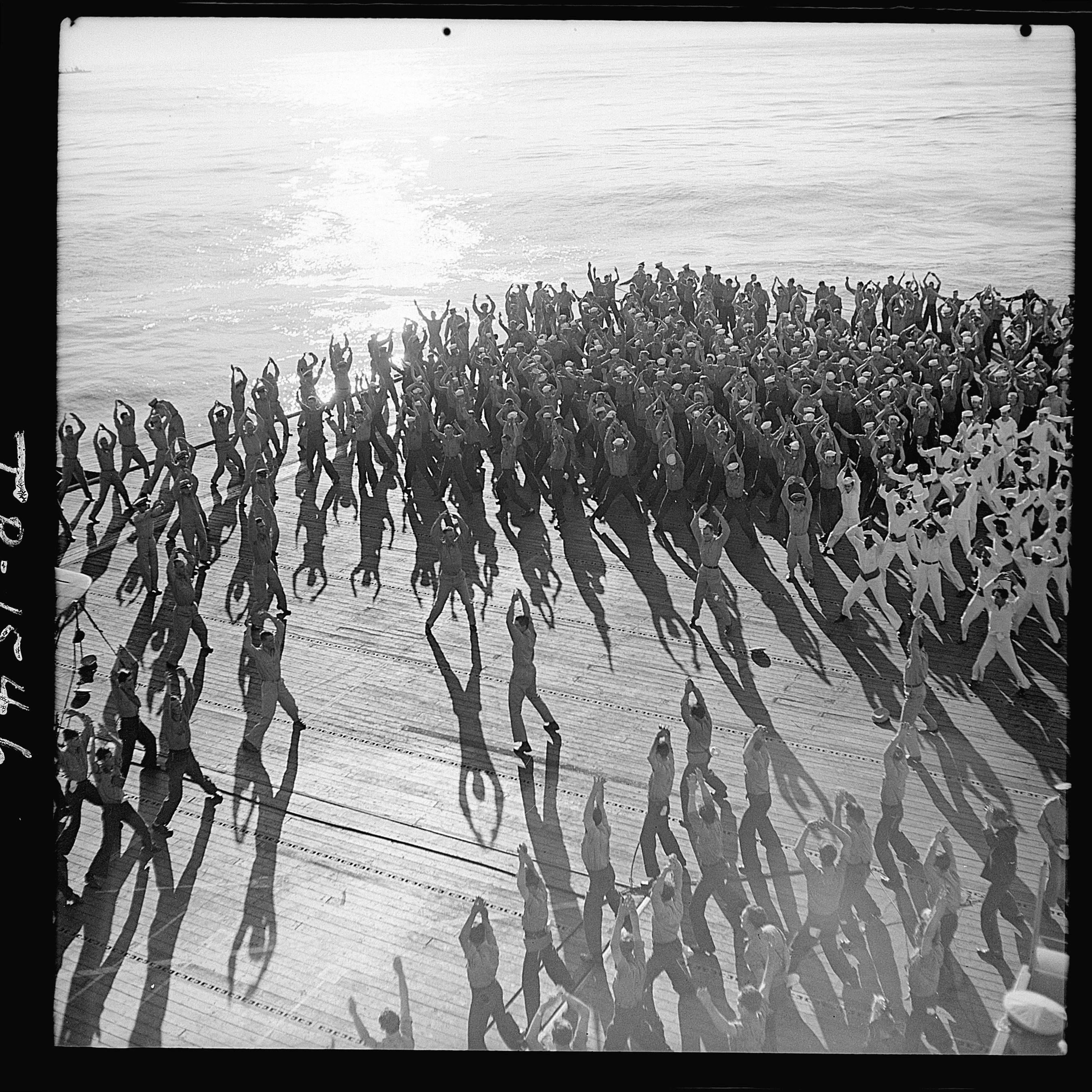
Muži cvičí na palubě lodi USS Santee (CVE-29), 1942
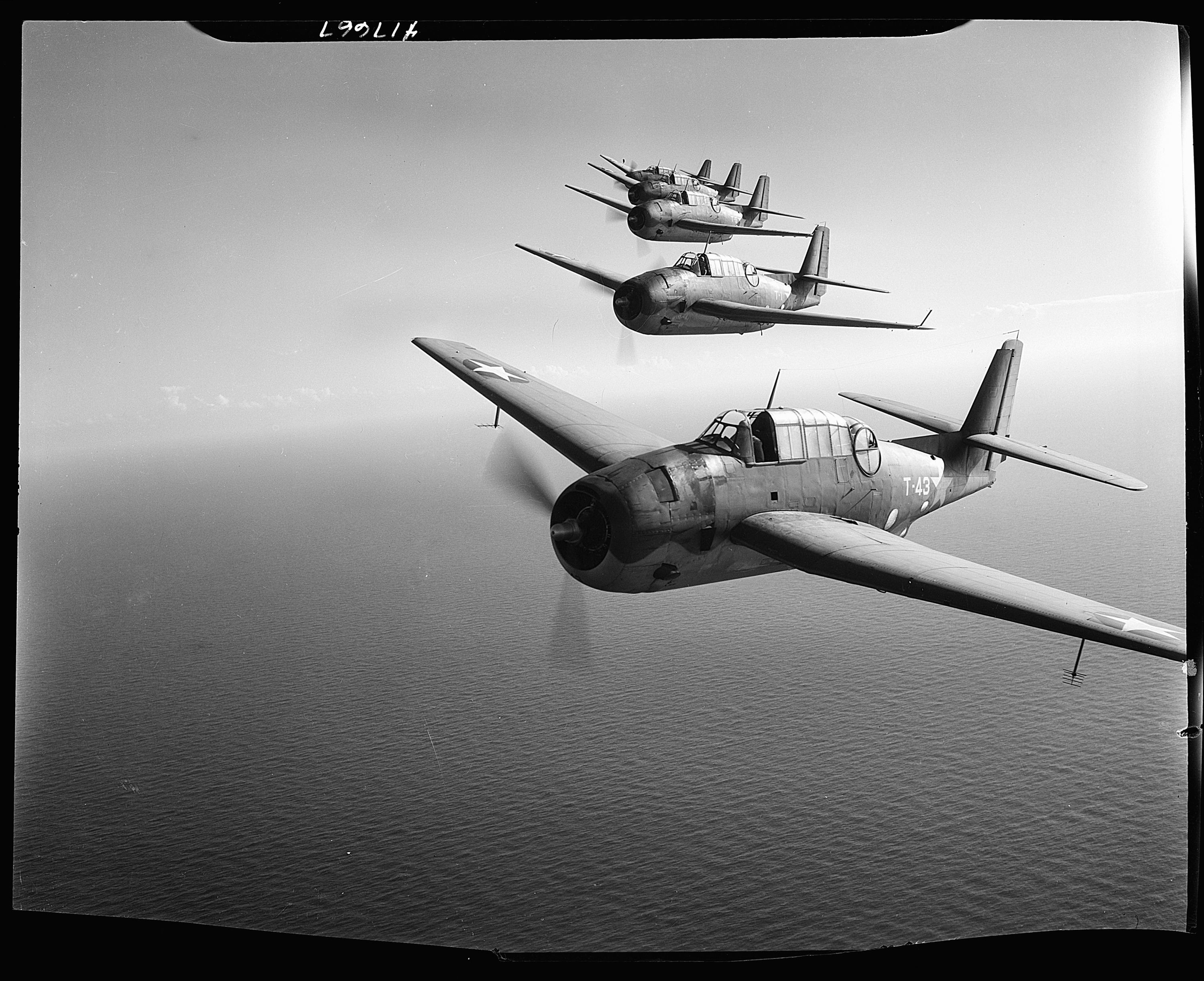
Letouny TBF ve formaci. Fort Lauderdale, Fla, leden 1943.
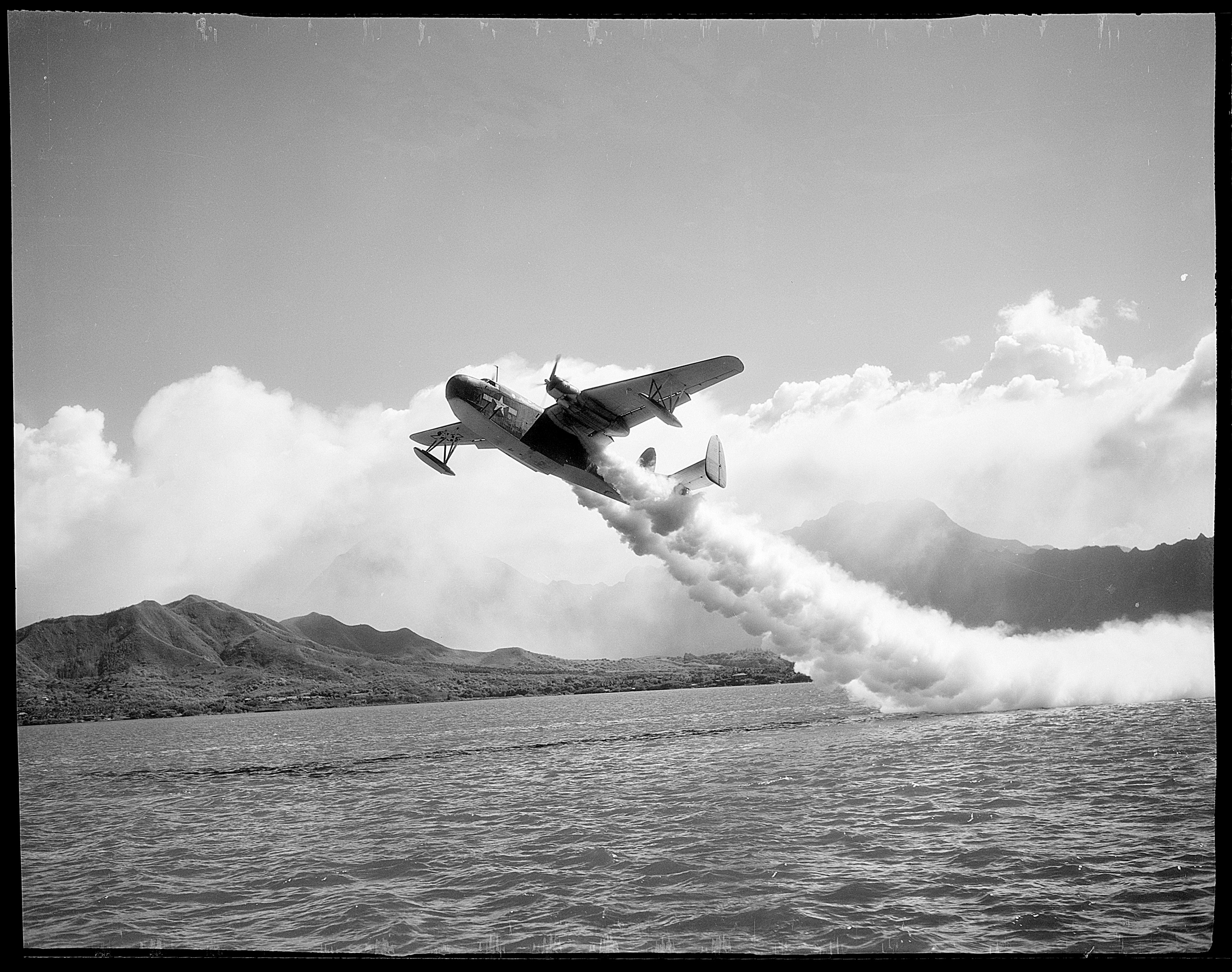
Vzlet letounu PBM, říjen 1944
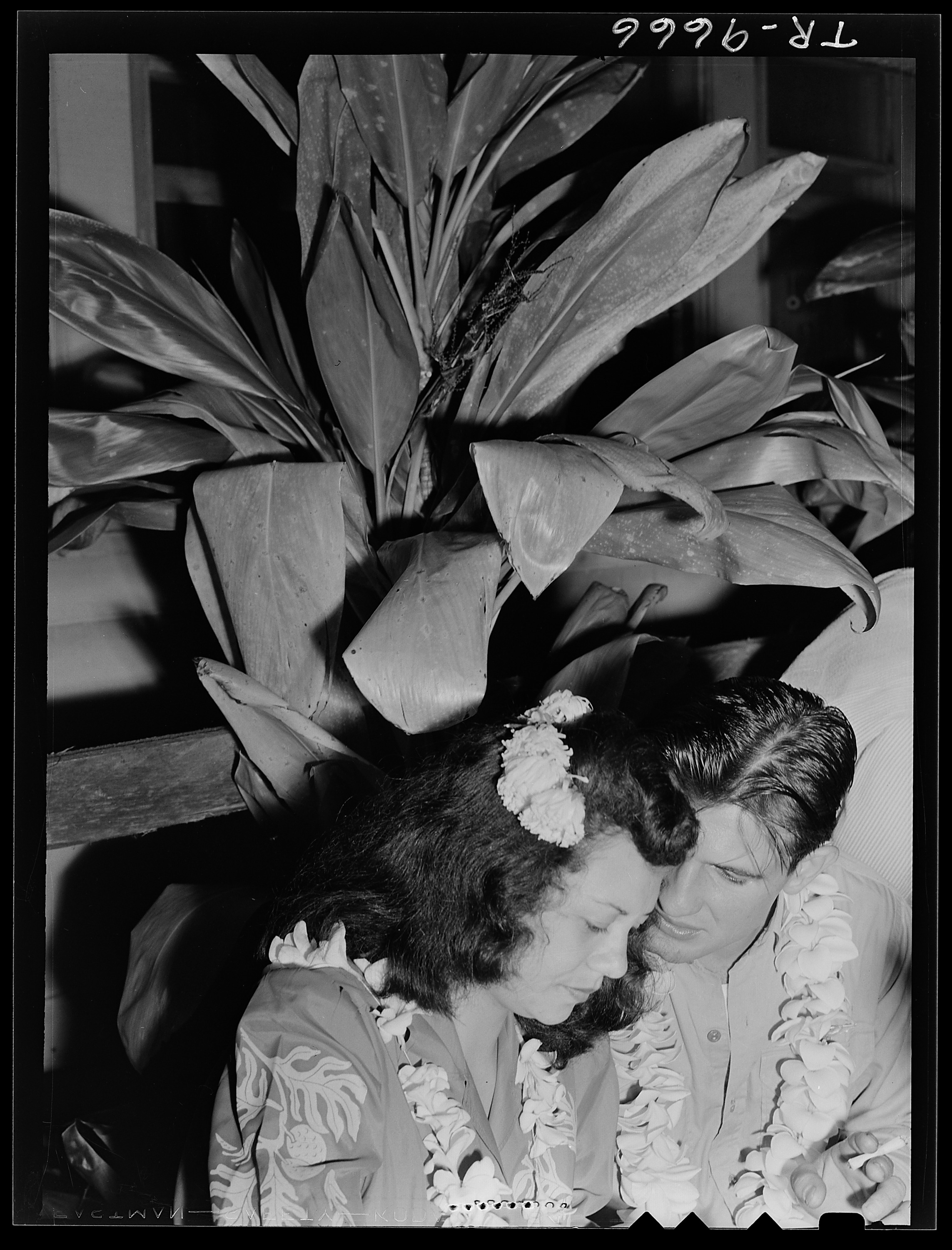
Pilot U.S. Navy při schůzce pod tropickou vegetací, Glen Innis Rest Home, Nový Zéland, 1944
Posádka přesouvá torpédo z ponorky, květen 1945
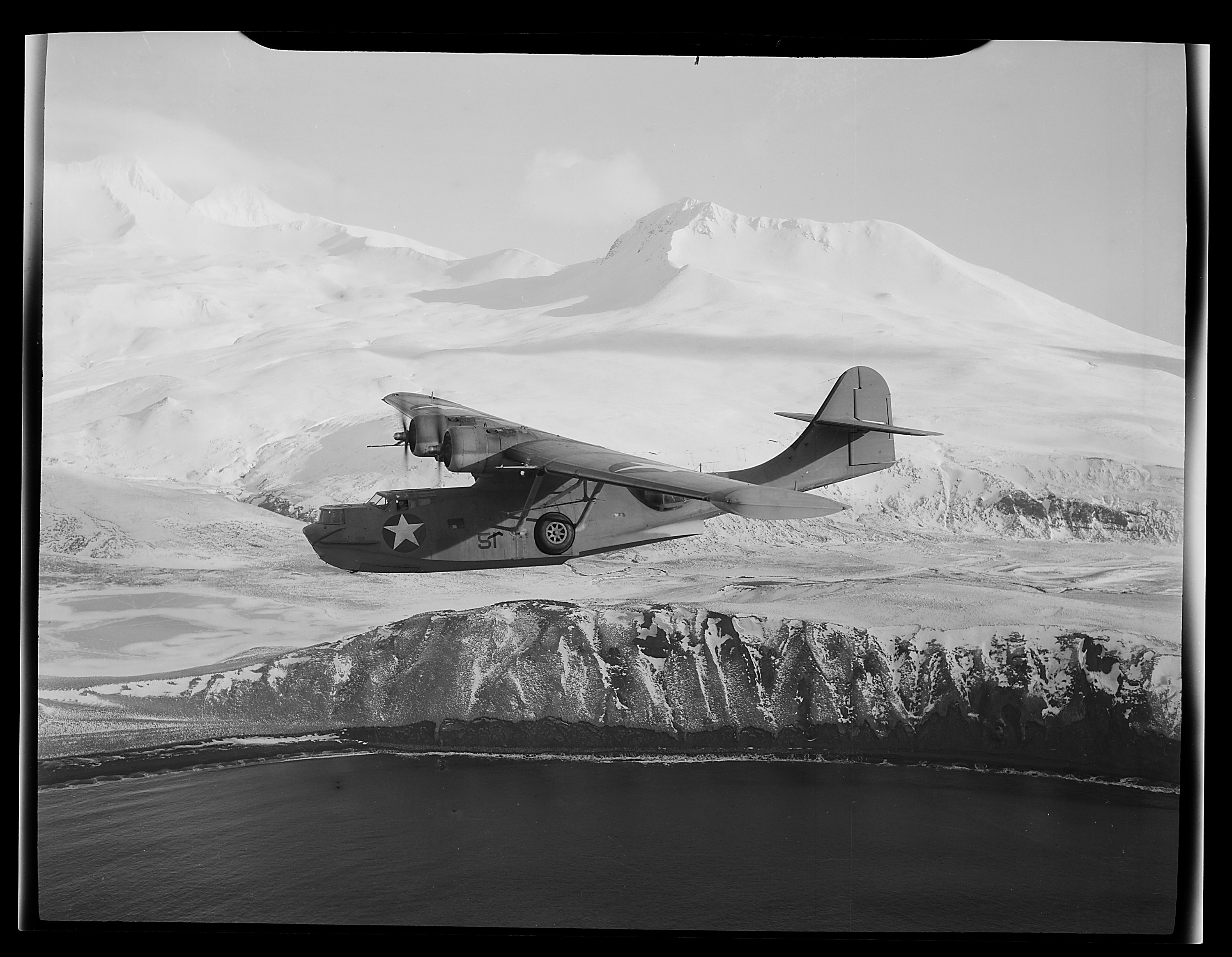
Bombardér PBY-5A Catalina při vyhledávání nepřátelské činnosti. Na pozadí jsou zasněžené hory na ostrovech Aleutian Islands, březen 1943.